# Mangala Fossae
Das Grabensystem Mangala Fossae befindet sich südwestlich der vulkanischen Provinz Tharsis mit dem höchsten Vulkan des Sonnensystems, dem Olympus Mons, wo die ca. 1000 Kilometer langen, in nord-südlicher Richtung verlaufenden Ausflusstäler der Mangala Valles liegen. 